# Parafia św. Andrzeja Apostoła w Kamienniku
Parafia św. Andrzeja Apostoła w Kamienniku – parafia rzymskokatolicka dekanatu Otmuchów diecezji opolskiej.
Parafia została utworzona w 1305 roku.